# Disiarczki
Disiarczki (dwusiarczki) – związki chemiczne zawierające dwa atomy siarki:
- związki zawierające grupę S–S[1]
  - sole disiarczku wodoru, H2S2, zawierające anion S2−2, np. disiarczek amonu, (NH4)2S2
  - związki siarkoorganiczne zawierające mostki dwusiarczkowe: R–S–S–R (disiarczki alkilowe) lub Ar–S–S–Ar (disiarczki arylowe)

- związki o wzorze empirycznym AS2, gdzie A – dowolny atom[2], np. dwusiarczek węgla, CS2